# عباس محمدرضایی
عباس محمدرضایی (زادهٔ ۱۸ شهریور ۱۳۶۱) بازیکن فوتبال ایرانی‌ست. سوابق حرفه‌ای او بازی در تیم‌های شاهین تهران، مهرکام پارس، صبای قم، سایپا، فجر سپاسی، استقلال تهران، فولاد خوزستان و پدیدهٔ مشهد و راه آهن تهران، پیکان تهران، خونه‌به‌خونه بابل می‌باشد.
او موسس گروه شرکتهای مهندسی جانا در سعادت‌آباد است.